# Hasina
Hasina (Świętość) – koncept filozoficzny, jedna z centralnych idei kultury Madagaskaru w czasach Królestwa Merina. 
Zgodnie z tradycyjnymi wierzeniami każdy człowiek posiada w sobie immanentną hasinę, której poziom można zwiększyć lub zmniejszyć za pomocą własnych uczynków (zwłaszcza kontaktu z przodkami i miejscami ich kultu), lub za pomocą hołdu i czci, jaką otaczają go inni. Najwyższym uosobieniem hasiny byli tradycyjnie władcy, a w skali lokalnej - głowy klanów i rodzin. Zgodnie z lokalnymi wierzeniami hasina posiada charakter przepływu energii i jest podstawową przyczyną skuteczności (bądź jej braku) wszystkich działań człowieka.
W XIX wieku termin „hasina” nabrał synekdochicznie znaczenia trybutu lub darów składanych władcom, tradycyjnie w formie srebrnej monety i odpowiedniej modlitwy. Pomimo chrystianizacji wyspy, koncept hasiny do dziś funkcjonuje w kulturze Madagaskaru, a religia chrześcijańska bywa określana mianem „hasiny Europejczyków”.